# Oligochaeta (planta)
Oligochaeta es un género  de plantas con flores perteneciente a la familia de las asteráceas. Comprende 9 especies descritas y de estas, solo 4 aceptadas.

## Descripción
Capítulos pequeños, de ovoides/cónicos hasta globulosos, constreñidos en el ápice. Brácteas aplicadas con espina apical más bien corta, salvo las internas que carecen de ella. Colorido rosado/malva. 

## Taxonomía
El género fue descrito por (DC.) K.Koch  y publicado en Linnaea 17: 42. 1843.

## Especies aceptadas
A continuación se brinda un listado de las especies del género Oligochaeta (planta) aceptadas hasta julio de 2012, ordenadas alfabéticamente. Para cada una se indica el nombre binomial seguido del autor, abreviado según las convenciones y usos.

## Especies
- Oligochaeta divaricata (Fisch. & C.A.Mey.) K.Koch
- Oligochaeta minima (Boiss.) Briq.
- Oligochaeta ramosa Wagenitz
- Oligochaeta tomentosa Czerep.